# ミシュコ・ビエホ
ミシュコ・ビエホまたはミスコ・ビエホ（Mixco Viejo）は、グアテマラのチマルテナンゴ県北東端にある高地マヤの要塞都市の遺跡。1525年にペドロ・デ・アルバラードに降伏した。
グアテマラ高地の後古典期マヤ諸都市の中では遺跡の保存状態がよい。

## 遺跡

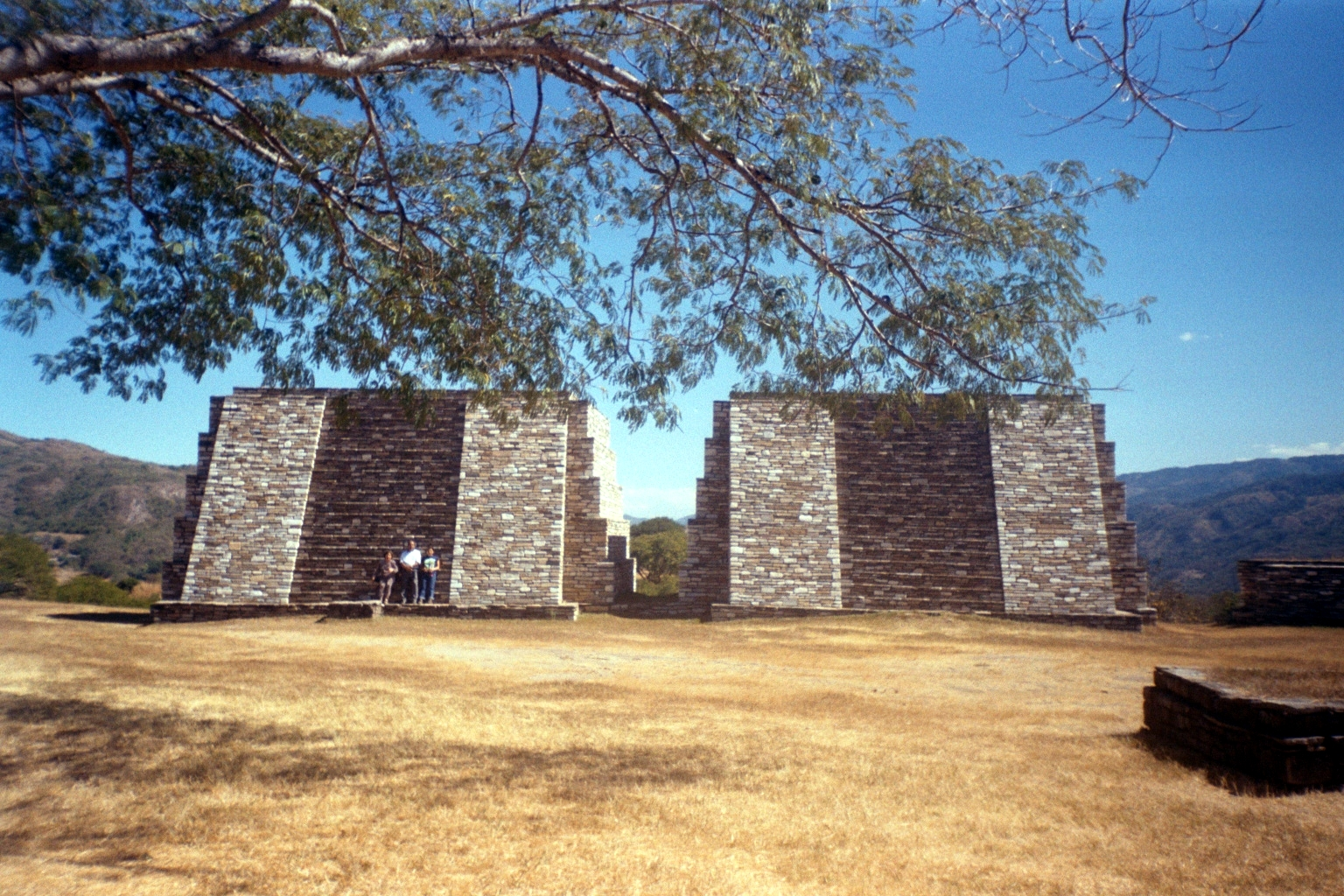
グループBのツイン・ピラミッド

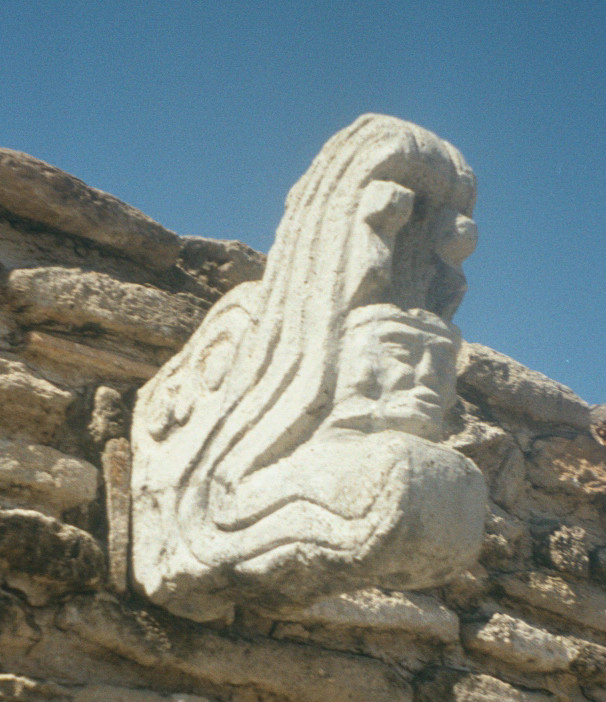
球戯場の標識（複製）

ミシュコ・ビエホとはスペイン語で「古いミシュコ」を意味する。
遺跡はモタグア川を見おろす標高900メートルの丘の上にあり、天然の要塞をなす。
面積は狭いが、いくつかの広場とピラミッド、祭壇、球戯場など120以上の建造物がある。グループBにはツイン・ピラミッドがあり、また球戯場の標識は蛇の口の中から人間の顔がのぞく変わった形をしている。
住居が250ほどあったと推定され、そこから人口は1500人から2000人と見つもられている。

## 歴史
17世紀の年代記作家であるフエンテス・イ・グスマンはミシュコ・ビエホをポコマム族の要塞とし、スペイン人との長い戦いの後に降伏したと記した。この記述は長い間信じられてきたが、ロバート・カーマックはこの記述を疑い、この地域に植民地時代以来住んでいたカクチケル族に属するチャホマ人の中心都市であると主張した。
ミシュコ・ビエホがいつ建設されたかは不明だが、現存するもっとも古い建造物は13世紀以降のものであるという。
1525年にミシュコ・ビエホはペドロ・デ・アルバラードの攻撃を受けた。難攻不落の要塞都市であることをたのみにして1か月にわたって戦ったが、裏切りが発生して投降した。アルバラードは町を焼くように命じ、その住人は約27キロメートル南のミスコ（ミシュコ）に移された。
1976年のグアテマラ地震ではミシュコ・ビエホも被害にあい、建造物C-1の上部が崩壊した。

## 調査
1896年にドイツのカール・ザッパーがミシュコ・ビエホを訪れて地図を作成した。1950年代にレッドヤード・スミス率いるカーネギー研究所による調査が行われた。スイスのジョージ・ギユマンは建造物の研究を発表した。アンリ・レーマン率いるフランスとグアテマラの共同プロジェクトによる発掘と復元が1954年から1967年まで行われた。